# 鮎家
株式会社鮎家（あゆや）は、滋賀県に本社を置く食品製造販売の企業である。

## 概要
1967年、齋藤利彦によって創業。鮎を昆布で巻き、甘辛く炊き込んだ「あゆ巻」を看板商品とし大手百貨店などへも販路を広げ、最盛期の売上高は数十億円に達した。また、1995年には野洲市に本社工場を併設した製造直売施設「鮎家の郷」をオープンさせ、観光スポットとしても人気を集めていた。
しかし、百貨店での販売の伸び悩みに加え、新型コロナの影響で「鮎家の郷」の集客にも大打撃を受けたことで、2021年には業容を大幅に縮小。百貨店からは撤退し、販売拠点は本店および滋賀県内での一部スーパーのみとなった。また、工場機能を有していた「鮎家の郷」も閉鎖・売却（本社は大津市の本店へ移転）、商品製造は鮎家風車村工房にて行っている。